# Zunacetha bugabensis
Zunacetha bugabensis är en fjärilsart som beskrevs av Druce 1895. Zunacetha bugabensis ingår i släktet Zunacetha och familjen tandspinnare. Inga underarter finns listade i Catalogue of Life.